# May-Irene Aasenová
May-Irene Aasenová (nepřechýleně May-Irene Aasen; * 3. listopadu 1963 Oslo) je norská vizuální umělkyně a hudebnice.

## Životopis
Má fotografické vzdělání na střední škole Sogn 1983 – 1984 a ve Fatamorgana Danmarks fotografiske Billedkunstskole 1992, Kodaň.
Aasenová měl samostatné výstavy v Oslo, Malmö, Trondheim, Vega, Sande i Vestfold, Sørvågen, Svelvik, Moss, Stavanger, Skåtøy (Kragerø) a Kristiansand.
V Norsku se zúčastnila výstav mimo jiné v Oslu, Høvikodden, Trondheim, Porsgrunn, Drammen, Harstad, Vardø, Bergen a Toten; stejně jako dvakrát na výstavě Østland. V zahraničí byla zastoupena na výstavách v Kodani, Hamburku, Paříži, Arles a Barceloně.
Její obrazy se vyznačují osvětlením a náladami, často černobílými. Brzy objevila fotografii jako samostatný vizuální komunikující jazyk prostřednictvím děl Christera Strömholma, Roberta Franka, Berenice Abbottové, Augusta Sandera a Arnolda Newmana.
Její umění zakoupil magistrát Osla, umělecká asociace VG a umělecký klub NBBL. Pracovala také jako fotografka na volné noze, ilustrátorka plakátů, obalů desek a časopisů a také natočila dvě videa pro univerzitní kulturně-historická muzea. Mimo jiné nafotila obaly desek k releasům Joachima Nilsena (kromě Trygge Oslo) po Jokke &amp; Valentinerne. Aasenová vyučoval ve fotografickém klubu VG, přednáška 2002; Merkantilt Institute Oslo, ilustrační linie – fotodílna, 2000–2001 a Kunstuka, obec Svelvik – bubnová dílna 1999–2006.
Je členkou Norske Billedkunstnere, TONO a GramArt a obdržela granty od NBK, Billedkunstnernes väderlagsfond, Vega Municipality, TONO a Norsk Cassettavgotsfond.
Aasenová si také udělal jméno jako hudebnice. V roce 1982 pomohla založit Jokke &amp; Valentinerne a byla bubeníkem kapely až do posledního koncertu 23. prosince 1998 (v rockovém klubu Mars v Oslu). Později hrála ve Vera Cruise (1989–1991) s Helle Stensbak (zpěv), Martinem Caspersenem (kytara) a Arne Ertnesem (baskytara) a byla zpěvákem v Sunshine Kids s Guttorm Nordø (kytara), Petterem Pogem (basa) a Wenkem Simensenem (bicí).
V roce 2011 byli Aasenová a Jokke &amp; Valentinerne uvedeni do Rockheim Hall of Fame společně s a-ha, Åge Aleksandersenem, Wenche Myhre a Alfem Prøysenem.

## Diskografie

### Jokke&amp; Valentinerne
- Alt kan repareres (1986)
- Et hundeliv (1987)
- III (1990)
- Frelst! (1991)
- Alt kan repeteres (1994)
- Spenn! (1995)
- Prisen for popen (2002)
- Levende (så lenge det varer)... (2009)
- Stopp! (Siste skive fra graven) (2014)

Singles/EPs
- Spenn (1985)
- 2 fulle menn (1987)
- Sola skinner (1987)
- Her kommer vinteren/Kleggen og Knugern (1991)
- Gnukk (1991)
- Hyttetur (1994)
- Ta meg med/Jeg er redd (1994)

### Sunshine Kids
- Tubed (1995)

### Vera Cruise
- Vera Cruise (1990)
- Material Freak (1991)

### Maysern & Guttis
- 1991 (Refreshing Mess) (2016)

### Zúčastnila se
- Bellona: Norské emise (1988)
- Les Petits Fiers: Les Petits Fiers (1991)
- Sister Rain: Wild Flowers Grow (1991)
- Stiff Nipple Records: Stiff Nipples Volume One (1993)
- Pogomax: Actionbird (1994)
- Paul Værlien: Lost Victories (1994)
- Joachim Nielsen: Střízlivý (1996)
- Joke with Tourette's: Positive Love Song/Johnny Nonsens (1997)
- Arm, Clop Neplat, Jazkamer & KA: Good Music (2000)
- NDR: Norwegische Superknüller (2001)
- Origami Arktika: Origami Arktika at Snippen (2001)
- Scream Music Entertainment: Volum 4,5%... den andre drekka enda mer! Volum 4,5%... den andre drekka enda mer! (2001)
- Joke with Tourette's: Idleness (2005)
- Pocta Joachima Nielsena: To nejlepší pro mě a mé přátele (2005)
- Vtip s Tourette's: Cheap Happiness (2006)
- The Children's Company: Barna synger Pophits (2006)
- Joachim Nielsen Tribute: Come Again (2007)
- Skada Vara: A Monkey's Life (2012)
- Raga Rockers Tribute: Sannhet på boks – en hyllest til Raga Rockers (2015)
- Emma Hegermann: Emma Hegermann (2017)

## Knižní publikace
- GUTTA – på veien med Jokke & Valentinerne, Damm 2005- Fotografier av May-Irene Aasen.- Tekster av Mode Steinkjer, Guttorm Nordø og Anders Giæver ISBN 82-04-11133-9